# Rabakodo
Rabakodo is een bestuurslaag in het regentschap Bima van de provincie West-Nusa Tenggara, Indonesië. Rabakodo telt 3136 inwoners (volkstelling 2010).